# Raoul Bossy
Pour les articles homonymes, voir Bossy.
Raoul V. Bossy (31 octobre 1894 - 31 août 1975) est un diplomate roumain.
Après des études en France, à la Sorbonne et à l'Institut d'études politiques de Paris, Raoul Bossy devient diplomate pour le compte du royaume de Roumanie en 1918. Il effectue alors plusieurs missions à Rome, Genève, Vienne, Helsinki, Budapest, Berne et Berlin. 
En 1943, Bossy démissionne de ses fonctions pour cause de désaccord avec la politique du dictateur Ion Antonescu et devient délégué pour la Croix-Rouge.